# Revelje fra 1808 og Norsk Tappenstreg 1905
Revelje fra 1808 en Norsk Tappenstreg 1905 zijn twee composities van de Noorse componist Anders Heyerdahl. Het zijn twee (op muzikaal gebied) niemendalletjes voor piano solo. Ander Heyerdahl schreef ze in aanloop naar de Noorse onafhankelijkheid in 1905, na de ontbinding met de Personele unie met Zweden. De werkjes zijn patriottisch van karakter. De titels van de twee werkjes, die in 1908 gebundeld werden uitgegeven door Oluf By refereren aan: 
- 1808; de Deens-Zweedse Oorlog (1808-1809) waarin Noorwegen aan de kant van Denemarken streed; revelje betekent reveille;
- 1905 de onafhankelijkheid van Noorwegen; tappenstreg betekent taptoe.

Beide werkjes zijn opgedragen aan het Noorse leger.
Er is ook een Revelje og Tappenstreg bekend van Oscar Borg, uitgegeven door Warmuth Musikforlag.